# Episodi di Finding Carter (prima stagione)
La prima stagione della serie televisiva Finding Carter è stata trasmessa dal canale televisivo statunitense MTV dall'8 luglio 2014 al 26 agosto 2014.
In Italia la serie verrà mandata prossimamente su Mtv Italia.
| nº | Titolo originale           | Titolo italiano | Prima TV USA      | Prima TV Italia |
| -- | -------------------------- | --------------- | ----------------- | --------------- |
| 1  | Pilot                      |                 | 8 luglio 2014     |                 |
| 2  | The Birds                  |                 | 8 luglio 2014     |                 |
| 3  | Drive                      |                 | 15 luglio 2014    |                 |
| 4  | Now You See Me             |                 | 22 luglio 2014    |                 |
| 5  | The Heat                   |                 | 29 luglio 2014    |                 |
| 6  | The Fugitive               |                 | 5 agosto 2014     |                 |
| 7  | Throw Momma From the Train |                 | 12 agosto 2014    |                 |
| 8  | Half Baked                 |                 | 19 agosto 2014    |                 |
| 9  | Do the Right Thing         |                 | 26 agosto 2014    |                 |
| 10 | Love Story                 |                 | 2 settembre 2014  |                 |
| 11 | The Long Goodbye           |                 | 9 settembre 2014  |                 |
| 12 | One Hour Photo             |                 | 16 settembre 2014 |                 |

## Pilot
- Titolo originale: Pilot
- Diretto da: Scott Speer
- Scritto da: Teleplay by: Emily Silver & Terri Minsky, Story by: Emily Silver

### Trama
Carter Stevens ha un rapporto molto stretto e amichevole con sua madre, Lori, ma il suo mondo viene scombussolato quando le viene svelato da un'agente della protezione minori che in realtà Lori non è la sua madre biologica, ma colei che l'ha rapita e portata via dalla sua famiglia quando aveva solo 3 anni. Scopre che il suo vero nome è Lyndon Wilson ed è costretta a tornare dalla sua vera famiglia, che non ha mai smesso di cercarla. Carter conosce la sua famiglia: sua madre Elisabeth, poliziotta, suo padre David, scrittore, la sua sorella gemella, Taylor, e il suo fratellino Grant. Carter inizia anche a farsi dei nuovi amici, tra cui Gabe, il migliore amico di Taylor, che sembra avere un interesse particolare per lei. Carter non smette di cercare Lori, che adesso è latitante, e trova un lavoro in una yogurteria, posto in cui le due andavano spesso insieme, sperando che la venga a cercare lì e così accade. Lori un giorno si presenta alla yogurteria e promette a Carter che tutto si sistemerà e che torneranno insieme.

## The Birds
- TItolo originale: The birds
- Diretto da: Scott Speer
- Scritto da: Terri Minsky

### Trama
A scuola Carter fa amicizia con Bird ed Ofe, anche amici di Gabe, che decidono di aiutarla nell'impresa di ricongiungersi a sua madre, sabotando le indagini di Elisabeth, che è ossessionata dal trovare Lori. Elisabeth obbliga tutta la famiglia ad andare alle sessioni di terapia di gruppo per cercare di ricreare un legame di famiglia, ma Carter è contraria perché non si sente facente parte della famiglia Wilson e vorrebbe solo tornare con Lori. Taylor inizia ad essere gelosa di Carter per il suo stile di vita e perché lei e Gabe, per il quale lei stessa ha una cotta, si stanno avvicinando molto. Grant scopre che Carter tiene nascosta nel suo armadio una borsa preparata, pronta per la fuga nel caso si presentasse Lori e lo fa presente a Carter, pregandola di non andarsene. Ad una festa con i suoi amici, Carter prende una pasticca e dopo tutta la nottata passata a festeggiare collassa a terra e viene ricoverata in ospedale.

## Drive
- Titolo originale: Drive
- Diretto da: Rob Hardy
- Scritto da: Heather Thomason

### Trama
Elisabeth, dopo il ricovero in ospedale, stabilisce nuove regole per Carter, imponendole un coprifuoco, ma la ragazza si ribella iniziando a frequentare un ragazzo conosciuto alla stazione di polizia ed arrestato proprio da Elisabeth stessa:Crash. Elisabeth, sapendo che una volta Carter e Max stavano insieme, vuole che si rifrequentino perché lo trova un bravo ragazzo per lei e le cose si fanno più semplici quando Max si trasferisce per un periodo a casa loro. Carter e suo padre David trascorrono molto tempo assieme e tra i due inizia a formarsi uno stretto legame. Nel frattempo Gabe, Bird ed Ofe scoprono diversi pseudonimi usati da Lori durante la sua fuga e cercano di indagare di più al riguardo per scoprire dove si trova, purtroppo però questi indizi finiscono in vicoli ciechi. Alla fine dell'episodio viene inquadrata Lori che è appostata fuori dalla casa dei Wilson e vede che Carter e suo padre si abbracciano.

## Now You See Me
- Titolo originale: Now you see me
- Diretto da: Rob Hardy
- Scritto da: Maria Maggenti

### Trama
Bird fa un ritratto di Carter nel quale la ragazza ha metà faccia in putrefazione e lo espone alla mostra d'arte della scuola. Carter rimane turbata dal ritratto e litiga con l'amica, anche se alla fine le due fanno pace. Max decide di lasciare la casa dei Wilson, perché crede sia giunto il momento di tornare a casa sua, ma quando sta per tornare alla sua città, viene contattato da Lori che gli confida che è quasi pronta per tornare a prendere Carter e portarla via con sé. David sta scrivendo segretamente un libro, "Finding Carter"(nonostante Carter gli avesse esplicitamente detto che non voleva che scrivesse un libro su di lei), perché sa che questo libro potrebbe sanare i loro problemi finanziari e vuole comprare alle ragazze un'auto, anche se Elisabeth è contraria. David compra lo stesso l'auto alle ragazze e finisce per litigare con Elisabeth che si trova costretta a chiedere ai suoi genitori i soldi. Elisabeth nel frattempo tenta di chiudere la relazione che ha con il suo collega Kyle, nonché padre di Gabe. Max fa ritorno in città e quando in un discorso chiede a Carter di Lori lei per un momento si dimentica chi sia e va nel panico.

## The Heat
- Titolo originale: The heat
- Diretto da: John Terlesky
- Scritto da: Elle Johnson

### Trama
Nella speranza di scoprire qualcosa che possa aiutarla a trovare Lori, Carter decide di passare del tempo con Elisabeth per imparare qualcosa sul suo lavoro. Durante questo tempo trascorso insieme, Carter scopre una parte del carattere di Elisabeth che non conosceva, rimanendo piacevolmente sorpresa. Sapendo che Elisabeth ha una relazione, David vuol divorziare e decide di aspettare fino a quel momento per riscuotere il primo assegno che deriva dal libro “Finding Carter”, altrimenti sarà costretto a dividere i soldi con Elisabeth, in quanto sua moglie. Carter porta con sé Taylor al "Santuario",il posto di ritrovo suo e dei suoi amici, e facendo il gioco della bottiglia Taylor dà il suo primo bacio a Ofe e poi bacia anche Gabe, però scopre che il suo vero interesse sentimentale è Max. La sera Elisabeth va a parlare con Carter e le dice che è contenta che durante la giornata si siano avvicinate e che smetterà di dare la caccia a Lori. Più tardi Max si trova fuori dalla casa dei Wilson e viene di nuovo avvicinato da Lori, lui le dice che Carter inizia a stare bene con i Wilson e che in realtà non è sua figlia e che avviserà la famiglia Wilson che lei si trova appostata proprio fuori casa loro, ma quando si gira Lori è scappata.

## The Fugitive
- Titolo originale: The fugitive
- Diretto da: Rose Troche
- Scritto da: Sam Wolfson

### Trama
Carter ammette con se stessa che Crash le piace e decide di provare ad avere una relazione con lui, nonostante la sua famiglia l'abbia avvisata di stargli alla larga. I due ragazzi trascorrono la giornata insieme e Carter scopre che il fratellino di Crash è morto in un incendio proprio quando era sotto la sua responsabilità e che il ragazzo ne è rimasto terribilmente segnato. Alla fine della giornata, parlando con Elisabeth, Carter scopre che Crash finirà in prigione perché è stato arrestato già due volte, ma quando Carter gliene parla lui le chiede di scappare insieme. Carter rifiuta e lo sprona affinché si assuma la responsabilità delle sue azioni. Crash decide di non scappare e si presenta al processo per assumersi le sue responsabilità, ma non andrà in galera perché Elisabeth è riuscita a patteggiare la libertà vigilata con il giudice. Nel frattempo Gabe, rimasto impressionato dal bacio di Taylor durante il gioco della bottiglia, le chiede di uscire e lei accetta, ma alla fine dell'appuntamento entrambi si rendono conto che potranno essere sempre e solo amici. Taylor più tardi decide di incontrare Max per dirgli che in realtà ha capito che è lui che davvero le piace, ma Max è distratto dal fatto che Lori si è presentata sul suo posto di lavoro e non la ascolta. Max riesce a contattare Carter, che arriva nel supermercato in cui lavora Max e si riunisce a Lori. Lori le dice che ha dei documenti falsi e che potranno scappare insieme l'indomani.

## Throw Momma from the Train
- Titolo originale: Throw momma from the train
- Diretto da: Jamie Travis
- Scritto da: Sean Reycraft

### Trama
Carter e Taylor festeggiano il loro 17º compleanno proprio il giorno in cui Carter ha pianificato di scappare con Lori. Carter dice a Taylor che lei in realtà lei non ha mai festeggiato il compleanno quel giorno, ma il 5 maggio, la sorella spiega a Carter che quello è proprio il giorno in cui Lori l'ha rapita. Taylor scopre che Carter vuole scappare e cerca di dissuaderla, aiutata da Max. Le due sorelle quella sera danno una festa di compleanno a cui partecipano tutti i loro amici e parenti. Grant e Gabe sono nell'armadio di camera di Grant perché si nascondono dalla festa e per sbaglio sentono parlare Elisabeth e Kyle della loro relazione. Alla fine della giornata, Carter decide di rimanere con i Wilson e va da David per raccontargli tutto e gli dà il cellulare usa e getta che le aveva dato Lori per chiamarla in caso di problemi. Carter vuole che David chiami Lori per spiegarle ciò che è successo perché lei non se la sente di dirle addio. David ed Elisabeth telefonano a Lori e David le dice che Carter ha scelto loro e che non si dovrà far sentire mai più. Tuttavia Lori sembra non volersi arrendere.

## Half Baked
- Titolo originale: Half baked
- Diretto da: Jamie Travis
- Scritto da: Heather Thomason & Sam Wolfson

### Trama
David finge di aver organizzato un ultimo incontro tra Lori e Carter, ma Lori, ovviamente, non si presenta. Grant racconta a Taylor e Carter ciò che ha sentito riguardo alla relazione di Elisabeth e Kyle, le due ragazze la affrontano e la spingono a confessare la verità al marito, cosa che lei fa. David le dice che lo sapeva e la costringe ad andarsene di casa. Taylor inizia a farsi le canne uscendo con Max, Carter e Crash e questo la porta a dimenticarsi di andare a prendere Grant all'uscita da scuola, che si trova costretto a farsi venire a prendere da Elisabeth. Carter decide di dare a David il permesso di scrivere il libro “Finding
Carter”, a patto che lui prometta di risolvere i suoi problemi con Elisabeth. Più tardi Carter scopre casualmente da Elisabeth che in realtà David le ha mentito e che non ha mai organizzato un incontro tra lei e Lori perché si potessero salutare un'ultima volta.

## Do the Right Thing
- Titolo originale: Do the right thing
- Diretto da: Jennifer Lynch
- Scritto da: Emily Silver

### Trama
Elisabeth scopre che David ha già finito di scrivere “Finding Carter” e lo obbliga a confessare la cosa a Carter, che ne rimane devastata. Ciò causa anche molte tensioni fra David ed Elisabeth, che si schiera dalla parte di Carter. Taylor e Max decidono di andare oltre nella loro relazione. Ofe ha problemi finanziari, deve dei soldi a un tizio che, altrimenti, lo picchierà. Bird decide di aiutarlo e per farlo ruba una collana dall'armadio di sua madre, dicendo che tanto non se ne accorgerà mai. Sua madre, però, nota che la collana è scomparsa, ma Bird incolpa Carter. Carter viene arrestata e quando Elisabeth va a parlarle in prigione inizialmente sembra non credere alla sua innocenza, perché crede che Crash l'abbia condizionata. Bird si presenta a casa di Carter con sua madre che la fa scusare e confessare di essere stata lei in verità a prendere i gioielli. Quando Elisabeth torna in prigione per liberare Carter, le cui accuse sono ormai cadute, scopre che Crash ha pagato la cauzione per farla uscire di galera e i due sono scappati insieme.

## Love Story
- Titolo originale: Love Story
- Diretto da: Jennifer Lynch
- Scritto da: Elle Johnson

### Trama
La fuga di Carter e Crash prosegue. Carter telefona a Taylor e Grant e i due le dicono che le accuse contro di lei sono cadute perché Bird ha confessato la verità e che, quindi, può tornare a casa. Carter, però, non vuole tornare perché potrebbe essere rischioso per Crash. Elisabeth pubblica un mandato di allerta che fa sembrare a tutti che Crash sia il rapitore di Carter. Il ragazzo, preso dal panico, vuole che Carter torni a casa, ma lei è convinta che debbano rimanere insieme e distruggono i loro cellulari per evitare di essere rintracciati. I due si rifugiano nella vecchia casa di Carter, che trova sullo stipite della porta un numero lasciatole da Lori. Crash compra una pistola e Carter si spaventa, l'unica cosa che fa è mettere la sicura alla pistola come le aveva insegnato Elisabeth. Carter vuole raggiungere Max al supermercato in cui lavora per dargli una lettera per Lori, nel caso si fosse fatta viva. Mentre Carter sta parlando con Max, Crash entra nel negozio e decide di rapinarlo tirando fuori la pistola, che pensa abbia la sicura, però parte un colpo che colpisce Max proprio vicino al cuore. Crash scappa, ma la fuga di Carter termina qui perché rimane ad aspettare l'ambulanza accanto al suo amico. La polizia vuole interrogare Carter che, però, è sotto shock, così come Taylor che dice a Carter che non la perdonerà mai.

## The Long Goodbye
- Titolo originale: The Long Goodbye
- Diretto da: Peter Lauer
- Scritto da: Maria Maggenti

### Trama
Max è ricoverato in serie condizioni ed entra in coma. Nel frattempo sua madre, Karen, arriva all'ospedale e la tensione tra Carter e Taylor peggiora, poiché quest'ultima è gelosa dell'affetto che Karen prova per Carter. Elisabeth torna in servizio e si fa inserire nella squadra che si occupa del caso di Crash. Crash sta provando a lasciare la città e contatta ininterrottamente Carter perché la vuole vedere. Gli amici di Carter, specialmente Bird, con cui ha fatto pace, cercano di metterla in guardia sull'instabilità di Crash e si raccomandano di fare attenzione. Carter cerca ancora di convincere le persone che Crash in realtà sia una brava persona e decide di incontrarlo segretamente per salutarlo prima che parta. Elisabeth segue Carter e arresta Crash. Elisabeth e Carter, dopo l'arresto del ragazzo, si mettono a parlare in macchina e Carter le confida che sperava che l'avrebbe seguita, così si sarebbe sentita più al sicuro e le dice "perché tu sei mia madre e io ti voglio bene". Elisabeth, sopraffatta dall'emozione si commuove e le dice che anche lei le vuole bene. Carter torna all'ospedale e fa pace con Taylor, le chiede scusa e le dice che si farà perdonare. Mentre Carter e Taylor si abbracciano, Max si sveglia.

## One Hour Foto
- Titolo originale: One Hour Foto
- Diretto da: Peter Lauer
- Scritto da: Terri Minsky

Elisabeth vede il numero che Lori ha fatto trovare a Carter e le dice che quello è un codice postale che corrisponde ad un suo vecchio appartamento. Nello stesso quartiere Carter trova un negozio di foto in cui Lori ha lasciato delle foto per lei. Le foto risalgono a tre anni prima il rapimento di Carter e ritraggono David ed Elisabeth insieme e felici durante il periodo della gravidanza di Elisabeht. Carter mostra le foto ai suoi genitori e tutti insieme realizzano che Lori è una loro stalker da prima che Carter nascesse. Una psicologa telefona a casa e parla con Elisabeth, vuole fissare un appuntamento con Carter per parlare dei suoi traumi recenti. Quando Carter si presenta all'incontro con la psicologa, scopre che questa è in realtà Lori, che ha inscenato tutto per vederla. Carter è spaventata dalla donna e Lori si indispettisce per il fatto che Carter creda ai suoi genitori piuttosto che alla sua versione della storia. Lori le dà una foto raffigurante David e le insinua il dubbio che lei e David abbiano avuto una storia, anche se lui lo aveva negato sia a Carter sia ad Elisabeth. Nel frattempo, Max si è svegliato e deve affrontare il fatto che la sua vita è cambiata e per non interferire nella vita di Taylor, decide di rompere con lei. Lori, fingendosi la psicologa, prende un appuntamento per vedere Elisabeth, ma quando Carter lo viene a sapere le racconta tutta la verità sull'incontro che ha avuto con Lori. Carter ed Elisabeth arrivano al luogo dell'appuntamento decise a fare arrestare Lori. Elisabeth dice a Carter di aspettarla in un bar, mentre lei arresterà Lori. Lori invia a Carter una bevanda con un sedativo e fa in modo che lei la beva. Una volta che la bevanda ha fatto effetto, Carter perde i sensi e Lori la rapisce di nuovo. Elisabeth entra nel bar e scopre da un cameriere che Carter se n'è andata "con sua madre". Elisabeth corre fuori dal locale per fermare Lori, ma lei se c'è già andata con Carter.